# Modelo celular

Parte del ciclo celular

Un modelo celular es un modelo matemático de aspectos de una célula biológica, con el propósito de investigación in silico.
El desarrollo de estos modelos ha sido una tarea de la biología de sistemas y la biología matemática. Implica desarrollar algoritmos eficientes, estructuras de datos, visualización de datos y comunicación para orquestar la integración de datos biológicos para el modelado informático. 
El uso de simulaciones por computadora de subsistemas celulares, como las redes de metabolitos y enzimas que comprenden el metabolismo, las vías de transducción de señales y las redes reguladoras de genes pueden ser modelados para comprender el funcionamiento de una célula biológica. 

## Descripción general de un modelo celular
Un ejemplo representativo de un modelo celular es el ciclo celular eucariota, un proceso altamente complejo y uno de los temas más estudiados, debido a que su desregulación puede conducir al desarrollo de cáncer.
Dos grupos de investigación  han desarrollado múltiples modelos del ciclo celular en varios organismos. Recientemente, se ha propuesto un modelo genérico del ciclo celular eucariota que puede representar un eucariota particular dependiendo de los valores asignados a los parámetros, demostrando que las diferencias observadas entre los ciclos celulares individuales se deben principalmente a diferentes concentraciones y afinidades de proteínas, mientras que los mecanismos subyacentes se conservan.

### Modelos deterministas y estocásticos
Utilizando un sistema de ecuaciones diferenciales ordinarias, estos modelos muestran el cambio estructural y funcional en el tiempo de la proteína dentro de una única célula típica (sistema dinámico); este tipo de modelo se denomina sistema determinista, mientras que un modelo que describe una distribución estadística de concentraciones de proteínas en una población de células se denomina proceso estocástico.

### Construcción y ajuste del modelo
Para obtener estas ecuaciones se deben realizar pasos iterativos. Para esto, primero se integran los diversos modelos y observaciones para formar un diagrama de consenso y se eligen las leyes cinéticas apropiadas para escribir las ecuaciones diferenciales, como la velocidad de reacción para  reacciones estequiométricas, la cinética de Michaelis-Menten para reacciones enzima-sustrato y la cinética de Goldbeter-Koshland para factores de transcripción, posteriormente los parámetros de las ecuaciones (constantes de velocidad, coeficientes de eficiencia enzimática y constantes de Michaelis) se deben ajustar para que coincidan con los datos experimentales; cuando no se pueden ajustar, se revisa la ecuación cinética y cuando eso no es posible, se modifica el diagrama de conexiones. Los parámetros se ajustan y validan utilizando observaciones tanto del fenotipo silvestre como de las mutantes, considerando datos como la vida media de la proteína y el tamaño de la célula.

### Simulación y análisis del sistema
Para llevar a cabo este ajuste, es necesario resolver las ecuaciones diferenciales. Esto se puede hacer mediante simulación computacional o mediante análisis matemático del sistema.
En una simulación, dado un vector inicial (lista de valores de las variables), la progresión del sistema se calcula resolviendo las ecuaciones en cada intervalo de tiempo en pequeños incrementos.
Durante el análisis, las propiedades de las ecuaciones se utilizan para investigar el comportamiento del sistema en función de los valores de los parámetros y variables. Un sistema de ecuaciones diferenciales se puede representar como un campo vectorial, donde cada vector describe el cambio (en la concentración de dos o más proteínas), determinando hacia dónde y qué tan rápido se dirige la trayectoria (simulación).  Los campos vectoriales pueden tener varios puntos especiales: un punto estable, conocido como sumidero, que atrae en todas direcciones (lo que obliga a las concentraciones a estar en un valor determinado), un punto inestable, ya sea una fuente o un punto de silla, que repele (lo que obliga a las concentraciones a alejarse de un valor determinado); y un ciclo límite, una trayectoria cerrada hacia la que se dirigen en espiral varias trayectorias (lo que hace que las concentraciones oscilen).
Una mejor representación que puede manejar el gran número de variables y parámetros se llama diagrama de bifurcación (teoría de la bifurcación). La presencia de estos puntos especiales de estado estacionario en ciertos valores de un parámetro (por ejemplo, masa) se representa por un punto y una vez que el parámetro pasa un cierto valor, ocurre un cambio cualitativo, llamado bifurcación, en el que cambia la naturaleza del espacio, con profundas consecuencias para las concentraciones de proteínas.
Una vez que la fase ha cambiado en un evento de bifurcación (punto de control del ciclo celular), el sistema no puede volver a los niveles anteriores, ya que en la masa actual el campo vectorial es profundamente diferente y la masa no se puede revertir a través del evento de bifurcación, lo que hace que un punto de control sea irreversible. En particular, los puntos de control S y M suelen estar regulados por medio de bifurcaciones especiales llamadas bifurcación de Hopf y bifurcación de período infinito.

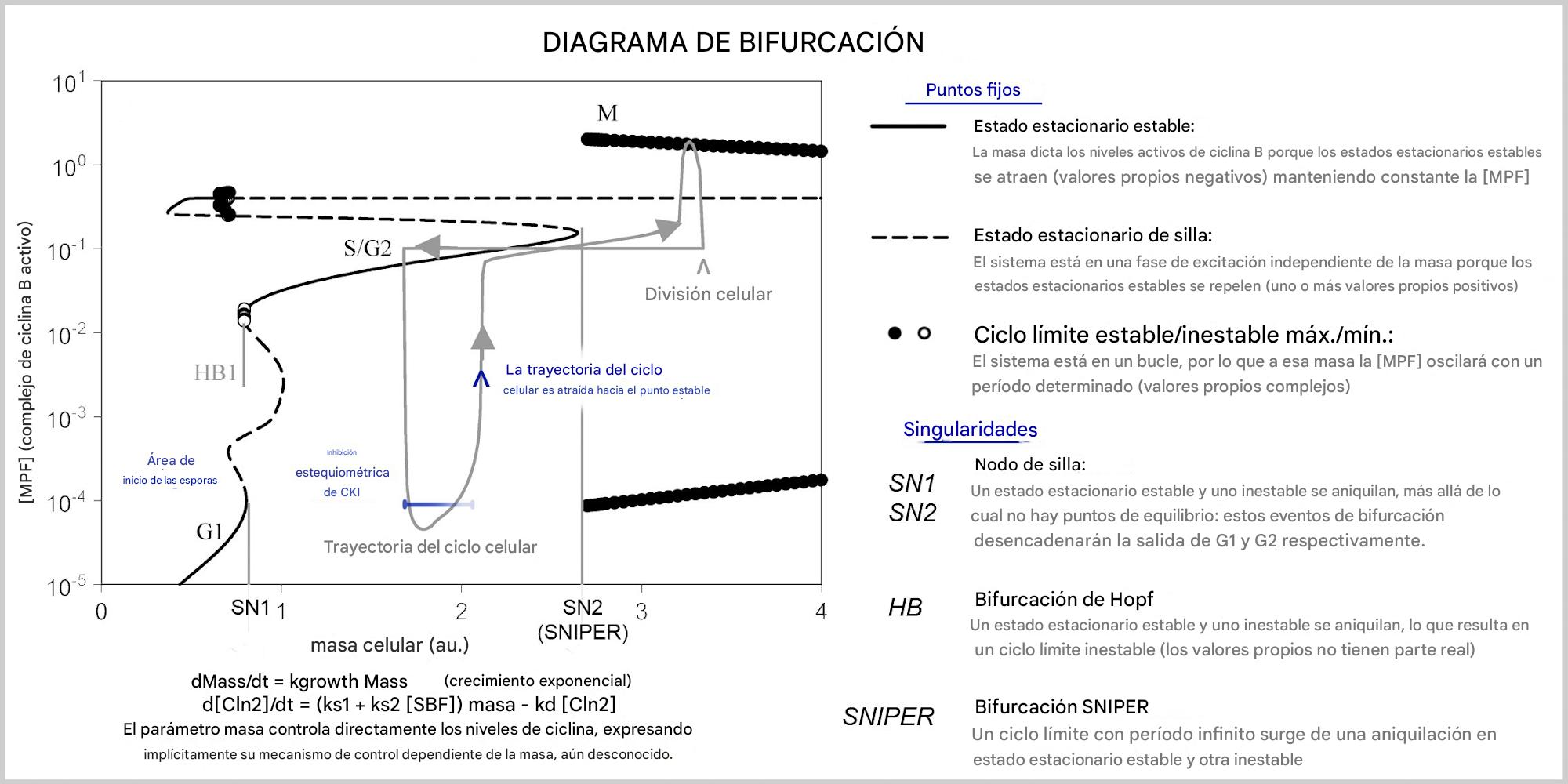
Diagrama de bifurcación que muestra cómo la masa celular regula la dinámica del complejo MPF durante el ciclo celular eucariota.

## Simulaciones a nivel molecular
El programa Cell Collective es un software de modelado que permite almacenar datos biológicos dinámicos, construir modelos computacionales, estimular, romper y recrear modelos. Su desarrollo está dirigido por Tomas Helikar, un investigador en el campo de la biología computacional. Está diseñado para biólogos y estudiantes de biología computacional y para profesores e investigadores enfocados en la enseñanza de las ciencias de la vida. La complejidad de las matemáticas y la informática que están incorporadas en la base molecular de un proceso biológico, permiten aprender sobre los métodos utilizados para modelar especies biológicas, sin que las ecuaciones matemáticas complejas, los algoritmos o la programación sean un requisito, y por lo tanto, no impidan la construcción de modelos. El base matemático detrás de Cell Collective se fundamenta en una técnica común de modelado cualitativo (discreto) donde el mecanismo regulador de cada nodo se describe con una función lógica, lo que permite predecir, caracterizar y explicar el comportamiento complejo de un sistema biológico en diversos escenarios. el proceso de modelado que se realiza se describe en el siguiente diagrama.

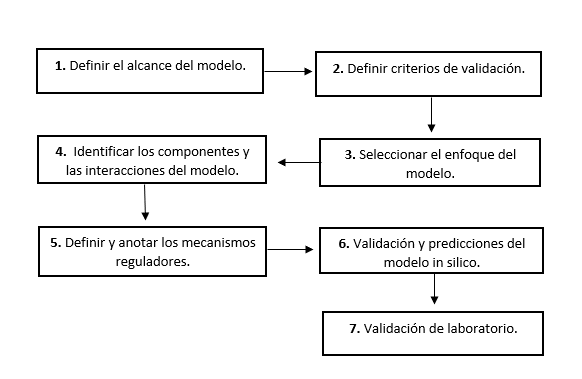
Diagrama descriptivo del proceso general del modelado celular

El equipo liderado por Markus Covert en Stanford publicó en el año 2012 el modelo computacional de Mycoplasma genitalium, el cual fue publicado por la revista Cell. El modelo se caracteriza por ser el genoma procariota más pequeño hasta el momento, el cual cuenta con aproximadamente quinientos genes y veintiocho componentes algorítmicamente independientes que incorporan trabajo de más de novecientas fuentes. Este modelo explica las interacciones del genoma completo, el transcriptoma, el proteoma y el metaboloma del organismo, lo que marca un avance significativo para el campo, permitiendo analizar conjuntos de datos de genómica y genómica funcional, aumentando significativamente el impacto de la investigación bioinformática.

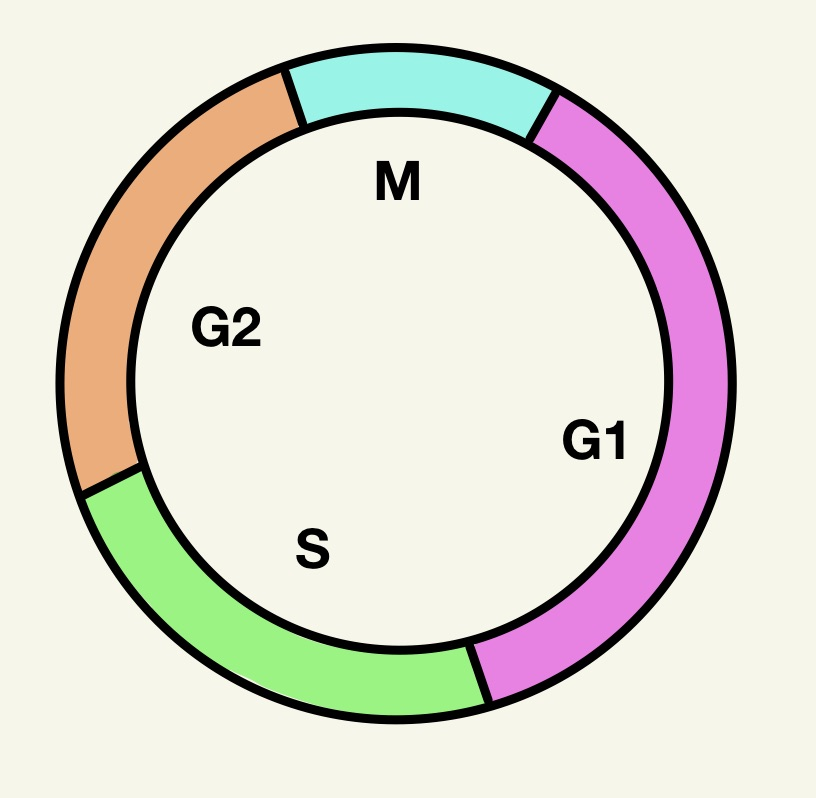
Descripción del ciclo celular

La mayoría de los intentos de modelar los procesos del ciclo celular se han centrado en las amplias y complicadas interacciones moleculares de muchas sustancias químicas diferentes, incluyendo varias moléculas de ciclinas y quinasas dependientes de ciclina, y como estas corresponden a las fases S, M, G1 y G2 del ciclo celular. Estas representan diferentes etapas del crecimiento y división celular. G1 es un periodo de crecimiento inicial, S es donde se replica el ADN, G2 es un periodo de crecimiento y preparación para la mitosis y M es la fase de división celular.
La mayoría de los intentos de modelar los procesos del ciclo celular se han centrado en las amplias y complicadas interacciones moleculares de muchas sustancias químicas diferentes, incluyendo varias moléculas de ciclinas y quinasas dependientes de ciclina, y como estas corresponden a las fases S, M, G1 y G2 del ciclo celular. Estas representan diferentes etapas del crecimiento y división celular. G1 es un periodo de crecimiento inicial, S es donde se replica el ADN, G2 es un periodo de crecimiento y preparación para la mitosis y M es la fase de división celular.
Colaboradores de la Universidad de Oxford, Virginia Tech y el Institut de Génétique et Dévelopment de Rennes produjeron un modelo simplificado del ciclo celular utilizando solo una interacción ciclina/CDK, las cuales son proteínas clave en la regulación del ciclo celular. Este modelo demostró la capacidad de controlar una división celular totalmente funcional mediante la regulación y manipulación de una única interacción, e incluso permitió a los investigadores saltarse fases variando la concentración de ciclinas. Este modelo podría ayudar a comprender cómo las interacciones relativamente simples de una sustancia química se traducen en un modelo de división celular a nivel celular.

## Proyectos
Hay varios proyectos en marcha acerca del modelamiento celular esto se debe principalmente a que este es dinámico y está en constante evolución, con múltiples iniciativas y colaboraciones en curso que buscan desentrañar la complejidad de los procesos biológicos a nivel celular. Estos proyectos varían en su enfoque, desde plataformas comerciales hasta investigaciones experimentales y esfuerzos académicos, todos con el objetivo común de mejorar nuestra comprensión y capacidad de simular la intrincada maquinaria celular. A continuación, se detallan algunos de los proyectos más relevantes que están actualmente en marcha o que han sido significativos en el pasado.
| Nombre de la plataforma | Usos | Investigaciones realizadas en la plataforma                                                                                        |
| ----------------------- | --- | --- |
| Cytosolve               | Facilita el estudio de la biología a nivel molecular y celular mediante la integración simulación de modelos biológicos complejos. Permite combinar diferentes modelos como rutas metabólicas, redes de señalización o rutas de regulación génica. | Pericitos de la unidad neurovascular: funciones clave y vías de señalización.                                                      |
| Synthecell              | Emplea el ciclo celular de la levadura Saccharomyces cerevisiae como sistema eucariota modelo para comprender las entradas moleculares y dinámicas centrales que controlan la secuencia de eventos del ciclo celular. | Las imágenes de células vivas definen un umbral en la actividad de CDK en la transición G2/M.                                      |
| Proyecto e-cell         | Una plataforma de software para modelado, simulación y análisis de sistemas complejos, heterogéneos y multiescalar como la célula. Incluye: metodologías, fórmulas y técnicas de modelado, incluyendo tecnologías para predecir, obtener o estimar parámetros tales como velocidades de reacción y concentraciones de moléculas en la célula.             | Simulación de partículas de la agrupación en bandas 3 inducida por oxidación en eritrocitos humanos.                               |
| Wholecell               | Su objetivo es proporcionar todo el código y los datos para el primer modelo de célula completa del ciclo de vida completo de un organismo vivo, Mycoplasma genitalium. El modelo tiene como objetivo describir la dinámica de cada molécula a lo largo de todo el ciclo de vida y dar cuenta de la función específica de cada producto genético anotado. | Modelo de análisis de balance de flujo integrado de Escherichia coli.                                                              |
| Mcell                   | Se dedica a desarrollar herramientas avanzadas para la simulación computacional de sistemas biológicos complejos, especialmente en el área de la neuroseñalización. | Alteraciones psicomotoras e implicaciones terapéuticas reveladas por una mutación asociada con el parkinsonismo-distonía infantil. |